# Hochspannungs-Kabelkartell
Das Hochspannungs-Kabelkartell war ein von 1999 bis 2009 aus 11 europäischen und asiatischen Herstellern bestehendes Kartell für Hochspannungs-Energiekabel (Erdkabel und Unterwasserkabel). Es war darauf gerichtet, den Wettbewerb dadurch zu beschränken, dass Märkte und Kunden aufgeteilt und somit der normale Wettbewerbsprozess verfälscht wurde. Die Europäische Kommission verhängte 2014 Geldbußen über insgesamt 302 Mio. Euro, was das Gericht der Europäischen Union (EuG) und nachfolgend der Europäische Gerichtshof (EuGH) bestätigten.

## Beteiligte Unternehmen
- ABB,  – eigentlich 33 Mio. €, zu 100 % erlassen
- Nexans,  – 70,67 Mio. €
- Prysmian,  (ehemals Pirelli, ) – 104,613 Mio. €
- J-Power Systems,  – 20,741 Mio. €, Joint-Venture von Sumitomo Electric (2,63 Mio. €) und Hitachi Metals (2,346 Mio. €)
- Viscas,  – 34,992 Mio. €, Joint-Venture von Furukawa Electric (8,858 Mio. €) und Fujikura (8,152 Mio. €)
- Exsym,  – 6,551 Mio. €, Joint-Venture von SWCC Shōwa (844 T€) und Mitsubishi Cable (750 T€)
- Brugg Kabel AG,  – 8,49 Mio. € (heute Teil von Terna, )
- NKT A/S,  – 3,887 Mio. €
- Silec,  – 1,976 Mio. € – (ehemals Safran S.A. (8,567 Mio. €), )
- LS Cable & System,  – 11,349 Mio. €
- Taihan Cable & Solution,  – 6,223 Mio. €

Im Rahmen der Kronzeugenregelung wurde der ABB die Geldbuße von 33 Mio. Euro vollständig erlassen. Den Unternehmen J-Power Systems, Sumitomo Electric und Hitachi Metalls wurde ein Nachlass von 45 % wegen der Zusammenarbeit mit der EU-Kommission gewährt.
Die nachfolgend eingereichten 15 Klagen der Hersteller wurden bis Mitte 2018 vom EuG alle abschlägig beschieden. Die Klagen richteten sich gegen die Spiegelung der Festplatten der Hersteller, die Nicht-Informierung der belgischen Wettbewerbsbehörde, die örtliche Zuständigkeit der EU-Kommission, die gesamtschuldnerische Haftung von Mutter- und Tochtergesellschaften, die Frage des tatsächlichen Einflusses auf Beteiligungsgesellschaften und der Frage der Einstufung einer Beteiligung als Finanzinvestition und daraus resultierender Haftung.
Eine Besonderheit des Verfahrens war, dass auch einige der Mutterunternehmen Geldbußen zahlen mussten. Zudem wurden sie verpflichtet, für ihre Tochterunternehmen gesamtschuldnerisch zu haften. Damit erstreckte das EuG die mit Urteil vom 10. September 2009 eingeführte Vermutung der tatsächlichen Ausübung eines bestimmenden Einflusses auf den Fall, in dem eine Muttergesellschaft, obwohl sie das Gesellschaftskapital ihrer Tochtergesellschaft nicht zu 100 % hält, sämtliche an die Anteile der Tochtergesellschaft gebundenen Stimmrechte ausüben kann. Die dagegen zum EuGH eingelegten Berufungen blieben erfolglos.
Im Falle von Prysmian wurde die Zahlung von insgesamt 104,613 Mio. € durch die beiden Altgesellschafter Pirelli (67,31 Mio. €) und Goldman Sachs (37,303 Mio. €) garantiert.